# Pius
Pius je jméno latinského původu, které znamená „zbožný“. V Česku je velmi ojedinělé, v roce 2007 je neslo 6 občanů a registrovaných cizinců. Jeho ženskou obdobou je Pia. Rovněž druhý pád jednotného čísla mužského rodu zní "Pia".
Je to jedno z nejpoužívanějších jmen papežů, neslo je dvanáct z nich. Patří též mezi řeholní jména.

## Slavní Piové
- sv. Pio z Pietrelciny

### Papežové
- sv. Pius I.
- Pius II.
- Pius III.
- Pius IV.
- sv. Pius V.
- Pius VI.
- sb. Pius VII.
- Pius VIII.
- bl. Pius IX.
- sv. Pius X.
- Pius XI.
- ct. Pius XII.

### Ostatní
- Pius Augustus Bavorský - bavorský vévoda, dědeček císařovny Sisi
- Pius Eugene – malajsijský umělec
- Pius Bonifacius Gams – benediktin a církevní historik
- Pius Cheung – hongkongský hudebník
- Pius Ikedia – nigerský fotbalista
- Pius Keller – augustiniánský mnich
- Pio Laghi – kardinál
- Pius Langa – jihoafrický soudce
- Pius Melia – jezuitský teolog
- Pius Msekwa – tanzanský politik
- Pius Ncube – zimbabwský arcibiskup
- Pius Ndiefi – kamerunský fotbalista
- Pius Okigbo – nigerijský ekonom
- Pius Parsch – kněz a liturgik
- Michał Pius Römer – litevský právník, vědec a politik
- Pius Segmüller – švýcarský politik a voják
- Pius L. Schwert – kongresman
- Pius Zingerle – orientalista

### Pius jako přezdívka
- Antoninus Pius – římský císař
- Lucius Cestius Pius – římský řečník
- Quintus Caecilius Metellus Pius – římský státník

## Fiktivní Piové
- Pius XV. – fiktivní papež ze sci-fi ságy Babylon 5
- Pius Břichnáč (orig. Pius Thicknesse) – fiktivní postava ze ságy Harryho Pottera
- Pius Čůrus (orig. Biggus Dickus) – fiktivní postava z filmu Život Briana
- Pius XIII - fiktivní papež ze seriálu Mladý papež (v orig. The Young Pope z produkce HBO